# Craseomys
Craseomys – rodzaj ssaków z podrodziny karczowników (Arvicolinae) w obrębie rodziny chomikowatych (Cricetidae).

## Rozmieszczenie geograficzne
Rodzaj obejmuje gatunki występujące w północnej Europie (Norwegia, Szwecja, Finlandia, europejska część Rosji) i Azji (azjatycka część Rosji, Mongolia, Chińska Republika Ludowa, Korea Północna, Korea Południowa i Japonia).

## Morfologia
Długość ciała (bez ogona) 70–149 mm, długość ogona 25–68 mm; masa ciała 20–76,7 g.

## Systematyka
Rodzaj zdefiniował w 1900 roku amerykański botanik i zoolog Gerrit Smith Miller w artykule poświęconym wstępnej rewizji taksonomicznej europejskich nornic opublikowanym w czasopiśmie Proceedings of the Biological Society of Washington. Gatunkiem typowym jest (oryginalne oznaczenie) nornica szaroruda (C. rufocanus).

### Etymologia
- Craseomys: gr. κρασις krasis, κρασεως kraseōs ‘mieszanina, połączenie’[7]; μυς mus, μυος muos ‘mysz’[8].
- Phaulomys: gr. φαυλος phaulos ‘słaby, kiepski’[9]; μυς mus, μυος muos ‘mysz’[8][2]. Gatunek typowy (oznaczenie monotypowe): Evotomys (Phaulomys) smithii O. Thomas, 1905.
- Neoaschizomys: gr. νεος neos ‘nowy’[10]; rodzaj Aschizomys G.S. Miller, 1899 (górzak). Gatunek typowy (oryginalne oznaczenie): Neoaschizomys sikotanensis Tokuda, 1935 (= Hypudaeus rufocanus Sundevall, 1846).

### Podział systematyczny
Do rodzaju należą następujące występujące współcześnie gatunki zgrupowane w dwóch podrodzajach:
| Podrodzaj | Grafika | Gatunek             | Autor i rok opisu | Nazwa zwyczajowa  | Podgatunki         | Rozmieszczenie geograficzne | Podstawowe wymiary                          | Status IUCN |
| --------- | ------- | ------------------- | ----------------- | ----------------- | ------------------ | --- | ------------------------------------------- | ----------- |
| Craseomys |         | Craseomys rufocanus | (Sundevall, 1846) | nornica szaroruda | gatunek monotypowy | Półwysep Fennoskandzki na wschód do półwyspu Kamczatka, na południe do południowego Uralu, góry Ałtaj, północna Mongolia, północna Chińska Republika Ludowa, północna Korea Północna i północna Japonia | DC: 10–14,2 cm DO: 2,7–6,3 cm MC: 27–52 g   | LC          |
| Craseomys |         | Craseomys rex       | (Imaizumi, 1971)  | nornica królewska | gatunek monotypowy | wschodnia Rosja (środkowy i południowy Sachalin) i Japonia (Kokkaido i południowe Wyspy Kurylskie) | DC: 11,2–14,9 cm DO: 4,4–6,8 cm MC: 33–77 g | LC          |
| Phaulomys |         | Craseomys regulus   | O. Thomas, 1907   | nornica koreańska | gatunek monotypowy | Półwysep Koreański (z wyjątkiem północno-wschodniej części) | DC: 10–11,6 cm DO: 3,7–5,1 cm MC: 23–38 g   | LC          |
| Phaulomys |         | Craseomys andersoni | (O. Thomas, 1905) | nornica wyspowa   | gatunek monotypowy | endemit Japonii (północne i środkowe Honsiu i półwysep Kii | DC: 7,9–13,2 cm DO: 4–7,9 cm MC: 11–60 g    | LC          |
| Phaulomys |         | Craseomys smithii   | (O. Thomas, 1905) | nornica japońska  | gatunek monotypowy | endemit Japonii (środkowe i południowe Honsiu, Sikoku i Kiusiu) | DC: 7–11,7 cm DO: 3–5 cm MC: 20–35 g        | LC          |

Kategorie IUCN:  LC  – gatunek najmniejszej troski.
Opisano również gatunek wymarły z plejstocenu dzisiejszej Japonii:
- Clethrionomys japonicus Kawamura, 1988